# کوئنتین پریرا
کوئنتین پریرا (انگلیسی: Quentin Pereira؛ زادهٔ ۲۱ آوریل ۱۹۹۲) بازیکن فوتبال اهل فرانسه است.
از باشگاه‌هایی که در آن بازی کرده‌است می‌توان به باشگاه فوتبال استاد رنس و باشگاه فوتبال سوشو اشاره کرد.